# George Ledyard Stebbins
George Ledyard Stebbins (6. ledna 1906, Lawrence, New York – 19. ledna 2000, Davis, Kalifornie) byl americký botanik, genetik a jeden z předních evolučních biologů 20. století. V botanické nomenklatuře nese zkratku Stebbins.

## Život
Stebbins se narodil roku 1906 ve státě New York. Pocházel z bohaté novoanglické rodiny, jež v něm také podnítila zájem o přírodní vědy. Vystudoval Harvardovu univerzitu, kde roku 1931 získal doktorát. Vyučoval na Colgate University v Hamiltonu a pracoval také pro Kalifornskou univerzitu v Berkeley, ale především pro Kalifornskou univerzitu v Davisu, kde byl zaměstnán od roku 1950 až do své smrti. Založil zde katedru genetiky a stal se jednou z nejslavnějších osobností univerzity.
Stebbins byl přezdíván otcem evoluční botaniky. Společně s muži, jako byli Ronald A. Fisher, J. B. S. Haldane, Sewall Wright, Theodosius Dobzhansky či Ernst Mayr, stál u zrodu moderní evoluční syntézy, jež mezi 20. až 50. lety 20. století sloučila principy mendelovské dědičnosti a darwinistické selekce přírodním výběrem. Ve srovnání se všemi ostatními zvučnými jmény představoval Stebbins jediného botanika. Podařilo se mu popsat evoluční mechanismy, které pracují v rostlinách na genetické úrovni, a začlenit botaniku do moderní syntézy. Jeho obsáhlá monografie Variation and Evolution in Plants (Variace a evoluce rostlin) z roku 1950 platí za poslední z prací utvářejících syntézu a jedno z nejvlivnějších děl moderní botaniky. Stebbins studoval mj. polyploidizaci rostlin a její vliv na speciaci: jako prvnímu vědci se mu podařilo laboratorním zdvojením chromozomových sádek vytvořit uměle syntetizovaný druh rostliny (odvozený od traviny Ehrharta erecta), jenž se zároveň uchytil v přirozených podmínkách.

## Z díla
- Variation and Evolution in Plants (1950)
- Processes of Organic Evolution (1966)
- The Basis of Progressive Evolution (1969)
- Chromosomal Evolution in Higher Plants (1971)
- Flowering plants: evolution above the species level (1974). Cambridge, Mass.: Harvard University Press, 1974. Dostupné online. ISBN 978-0-674-30685-1.
- Evolution (1977) – společně s Dobzhanským, Ayalou a Valentinem
- Darwin to DNA, Molecules to Humanity (1982)